# 许昌市博物馆

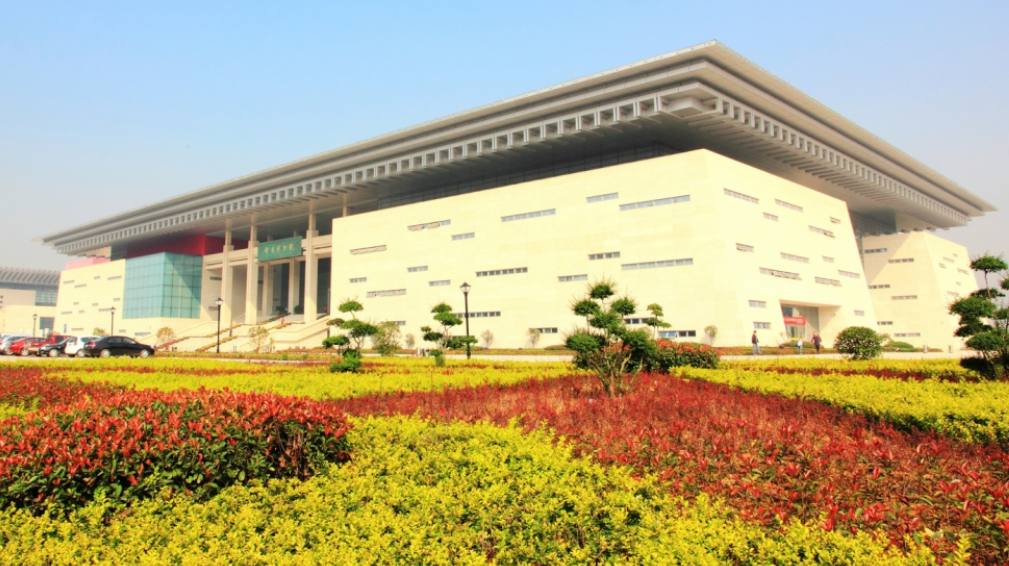
许昌博物馆，2011年

许昌市博物馆位于许昌市文峰路中段文峰塔下、文峰广场南邻，是一座中型地市级综合博物馆，为国家三级博物馆。

## 历史
1965年7月建立，馆藏文物一万两千多件，包括青铜器、陶器、瓷器、玉器、字画、画像砖石，其中以汉代、三国时期居多，馆藏特色为汉代画像砖石和陶器。

## 陈列展览
博物馆分以下几个展览区：
- 许昌文物展览，展出近二百件文物
- 许昌文物古迹图片展
- 远古文明
- 文峰塔
- 汉画像石长廊
- 石辟邪
- 钧瓷展